# Рига (футбольний клуб, 2015)
ФК «Рига» (латис. Futbola klubs Riga) — латвійський футбольний клуб з однойменного міста, заснований у 2014 році. Виступає у Віслізі. Домашні матчі приймає на стадіоні «Сконто», місткістю 8 087 глядачів.

## Титули і досягнення
- Чемпіон Латвії (3): 2018, 2019, 2020
- Володар Кубка Латвії (2): 2018, 2023
- Володар Суперкубка Латвії (1): 2024